# Gaur (ciudad)
Gaur (también conocida como Gauḍa, Gour, Lakhnauti o Jannatabad) es una antigua ciudad histórica de Bengala, ahora en ruinas, en la parte oriental del subcontinente indio, y una de las capitales más importantes del subcontinente indio clásico y medieval, que alguna vez llegó a ser una de las ciudades más pobladas del mundo. 

## Geografía
Situada en la frontera entre India y Bangladés, con la mayoría de sus ruinas en el lado indio y algunas estructuras en el lado bangladesí. Se extienden a ambos lados de la frontera internacional y se dividen entre el distrito de Malda de Bengala Occidental y el distrito de Chapai Nawabganj de la división de Rajshahi. La Puerta de Kotwali, que antes formaba parte de la ciudadela, ahora marca el puesto de control fronterizo entre los dos países.
El lado occidental de la ciudad estaba bañado por el río Ganges, y dentro del espacio, entre terraplenes y el río se encontraba la ciudad propiamente dicha, con un fuerte que contenía el palacio en su esquina suroeste. Situada 40 km aguas abajo de la localidad de Rajmahal, ahora solo hay tierra, debido al desplazamiento del lecho del río.

## Historia
Según la tradición, la ciudad habría sido fundada por Lakshmana, de donde proviene su antiguo nombre de Lakshmanavati, que se habría convertido en Lakhnauti. Gaur fue la capital de Bengala bajo varios reinos. La región de Gauda también fue provincia de varios imperios panindios. Durante el siglo VII, el reino de Gaur fue fundado por el rey Shashanka, cuyo reinado se corresponde con el comienzo del calendario bengalí. El Imperio Pala fue fundado en Gaur durante el siglo VIII. El imperio dominaba gran parte del subcontinente indio del norte. Gaur se hizo conocido como Lakhnauti durante la dinastía Sena. Gaur se convirtió gradualmente en sinónimo de Bengala y bengalí. 
Su historia atestiguada comienza por su conquista en 1198 por la dinastía musulmana de los gúridas. Seguirá siendo la sede principal del poder islámico en Bengala durante más de tres siglos. Fue conquistada por el sultanato de Delhi en 1204. Cuando los sultanes afganos de Bengala imponen su independencia, trasladan la sede de su gobierno a Pandua, también en el distrito de Malda, hacia 1350. Para construir su nueva capital, saquean Gaur llevándose todos los monumentos que podían transportar. Sin embargo, Gaur parece ser una ciudad activa en ese momento. El Nagarakertagama, un poema épico javanés escrito en 1365 durante el reinado del rey Hayam Wuruk de Mayapajit (Java Oriental), cita a 'Goda', es decir, Gaur, entre los países de donde proceden los comerciantes que llegan a los puertos del reino. El almirante chino Zheng He visitó Gaur en 1431.
Durante 115 años, entre 1450 y 1565, Gaur fue la capital del sultanato de Bengala. En 1500, Gaur era la quinta ciudad más poblada del mundo, con una población de 200.000 habitantes. Los sultanes construyeron una ciudadela, muchas mezquitas, un palacio real, canales y puentes. Los edificios se cubrían con baldosas vidriadas. Se convirtió en una de las ciudades más densamente pobladas del subcontinente indio. La ciudad prosperó hasta el colapso del sultanato de Bengala en el siglo XVI cuando el Imperio mogol tomó el control de la región. Cuando el emperador mogol Humayun invadió la región, renombró la ciudad como Jannatabad (ciudad celestial). La mayoría de las estructuras que sobreviven en Gaur son del período del sultanato de Bengala. La ciudad fue saqueada por Sher Shah Suri, del Imperio suri.
En 1564, Sulaiman Kirani, un aventurero pastún que ocupó Gaur, lo abandonó por Tanda, más cerca del Ganges. Los generales de Akbar, el más grande (este es el significado de su nombre en árabe) de los emperadores mogoles, ocuparon Gaur en 1575 cuando Daud Shah, el último gobernante de la dinastía afgana, se negó a rendir homenaje al emperador mogol. A esta ocupación le siguió una epidemia de peste que contribuyó a la caída de la ciudad. Cuando cambió el curso del Ganges, Gaur perdió su importancia estratégica y una nueva capital mogol se desarrolló más tarde en Dhaka.
Desde entonces, Gaur no es más que un conjunto de ruinas, prácticamente cubierta de vegetación. En su apogeo, la ciudad se extendía casi 12 km de norte a sur, de 1,5 a 3 km de ancho. Con los suburbios, cubría un área de 50 a 75 km². En el siglo XVI, los portugueses dejaron relatos detallados de la ciudad y el historiador portugués Manuel de Faria e Sousa (siglo XVII) estimó su población en 1.200.000 habitantes. Las murallas, que tenían 12 m de altura y de 5 a 6 m de espesor en la base todavía existen. Al norte de la ciudad se encuentra el Sagar Dighi, un gran depósito de agua de 1.600 m por 750 m que fue construido en 1126.

## Legado

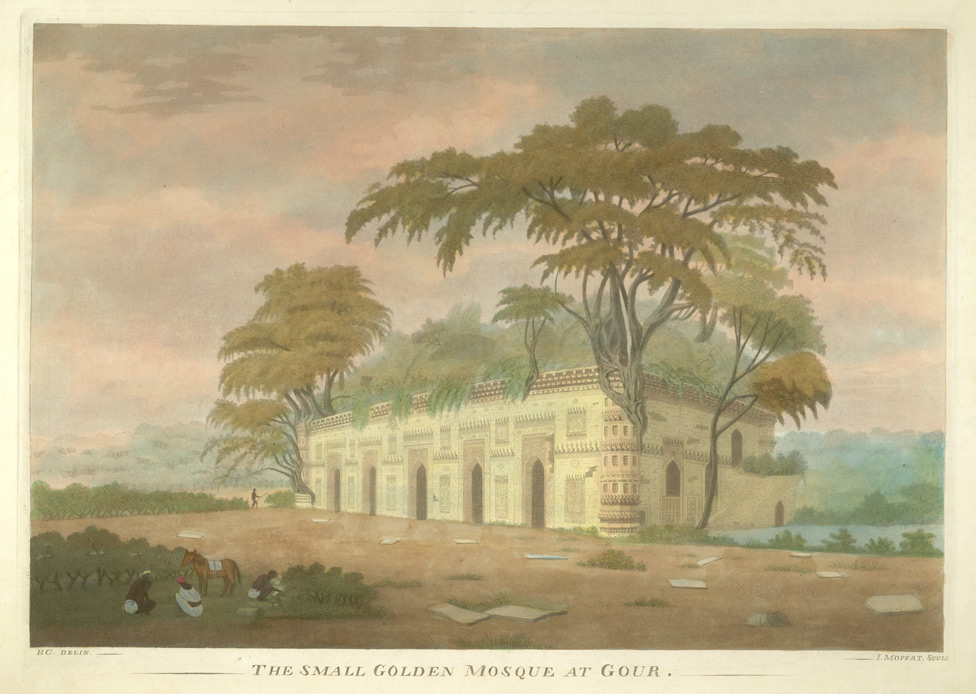
Mezquita Choto Sona en 1808.

Gaur fue una de las capitales destacadas en la historia de Bengala y la historia del subcontinente indio. Fue un centro de arquitectura medieval señorial. Las ruinas de Gaur fueron representadas en obras de arte de pintores europeos durante los siglos XVIII y XIX. Funcionarios coloniales, como Francis Buchanan-Hamilton y William Francklin, dejaron estudios detallados de la antigua capital bengalí.